# MAREA

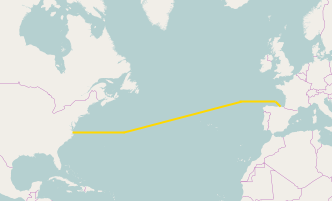
MAREA

MAREA es un cable de comunicaciones transatlánticas de 6600 km (4000 millas) de largo entre Virginia Beach, Virginia, Estados Unidos y Bilbao, España, propiedad y financiado por Microsoft, Meta y Telxius, Telxius gestionó el proyecto de despliegue y opera el sistema submarino. Terminó de extenderse a través del océano Atlántico en septiembre de 2017 y comenzó a funcionar en febrero de 2018. El cable pesa aproximadamente 4,65 millones de kilogramos y está compuesto por un paquete de hilos de fibra óptica de ocho pares aproximadamente del tamaño de una manguera de jardín. El nombre MAREA hace referencia a la palabra marea.
El cable tiene una velocidad de transmisión de 160 terabits por segundo (Tbit/s). (8 pares de fibras * 25 canales DWDM * 400 Gbit/s por portadora individual (modulación 16-QAM) = 160 Tbit/s). En 2019, un equipo de investigación informó que habían generado velocidades de señalización de 26.2 Tbit/s (por par de fibras) en el cable MAREA, un 20 por ciento más de lo que se creía factible cuando se diseñó el cable.
Frank Rey, Director de Estrategia de Red Global para la división de Infraestructura y Operaciones en la Nube de Microsoft, citó las interrupciones del servicio causadas por el huracán Sandy en 2012 como el impulso para el nuevo cable.